# الدورة 8 للجنة التراث العالمي
الدورة الثامنة للجنة التراث العالمي انعقدت في الفترة ما بين 29 أكتوبر وحتى 2 نوفمبر من العام 1984، وذلك في مدينة بوينس آيرس بالأرجنتين.

## الأعضاء
- الجزائر
- الأرجنتين
- أستراليا
- البرازيل
- قبرص
- جمهورية الكونغو
- فرنسا
- ألمانيا
- غينيا
- إيطاليا
- الأردن
- لبنان
- ليبيا
- مالاوي
- النرويج
- باكستان
- بنما
- السنغال
- سريلانكا
- سويسرا
- تركيا